# طواف ألماتي 2015
طواف ألماتي 2015 (بالروسية: Тур Алматы 2015 )‏ هو سباق دراجات هوائية، وهو الموسم رقم 3 من السباق، وأقيم في 4 أكتوبر 2015، وامتدّ لمسافة 186 كيلومتر، وهو أحد سباقات طواف آسيا للدراجات 2015، وهو من نوع سباق الدراجات، وقد شارك في السباق 123 متسابقاً ووصل إلى نهايته 61 متسابقاً.
فاز فيه بالمركز الأول أليكسي لوتزينكو، وبالمركز الثاني فابيو آرو، وبالمركز الثالث Pavel Kochetkov ‏.

## التصنيف العام النهائي
| \| التصنيف العام \| التصنيف العام \| التصنيف العام \| التصنيف العام \| التصنيف العام \| \| العداء \| العداء \| الفريق \| الوقت \| \| \| ------------- \| ---------------------------- \| ------------- \| ------------- \| ------------- \| \| 1 \| أليكسي لوتزينكو \| Astana \| \| \| \| 2 \| فابيو آرو \| Astana \| \| \| \| 3 \| Pavel Kochetkov [الإنجليزية]‏ \| كاتيوشا \| \| \| |                  |         |       |  |
| |                  |         |       |  |
| مصدر: ProCyclingStats |                  |         |       |  |
| التصنيف العام |                  |         |       |  |
| العداء | العداء           | الفريق  | الوقت |  |
| 1 | أليكسي لوتزينكو  | Astana  |       |  |
| 2 | فابيو آرو        | Astana  |       |  |
| 3 | Pavel Kochetkov ‏ | كاتيوشا |       |  |

## وصلات خارجية
- الموقع الرسمي
- لمحة عن سباق طواف ألماتي 2015 على موقع  ProCyclingStats   (برو  سايكلنج  ستاتس) - إحصاءات  محترفي  الدراجات.
- طواف ألماتي 2015 على موقع إحصائيات الدراجات الإحترافية (الإنجليزية)